# 滋賀県道344号湖東三山インター線
滋賀県道344号湖東三山インター線（しがけんどう344ごう ことうさんざんインターせん）は、滋賀県愛知郡愛荘町を通る一般県道である。

## 概要
愛知郡愛荘町松尾寺の国道307号交点かあ名神高速道路の湖東三山SICに至る。

### 路線データ
- 起点：愛知郡愛荘町松尾寺（湖東三山スマートIC口交差点、国道307号交点）
- 終点：愛知郡愛荘町松尾寺（名神高速道路 湖東三山スマートインターチェンジ[注釈 1][1]
- 総延長：313.1 m[2]

## 歴史
- 2009年（平成21年）
  - 8月28日 - 滋賀県告示第509号により県道に認定[1]。
  - 12月25日 - 起工式を挙行し、同日着工。
- 2013年（平成25年）10月21日 - 湖東三山SIC供用開始に伴い開通[3]。

## 地理

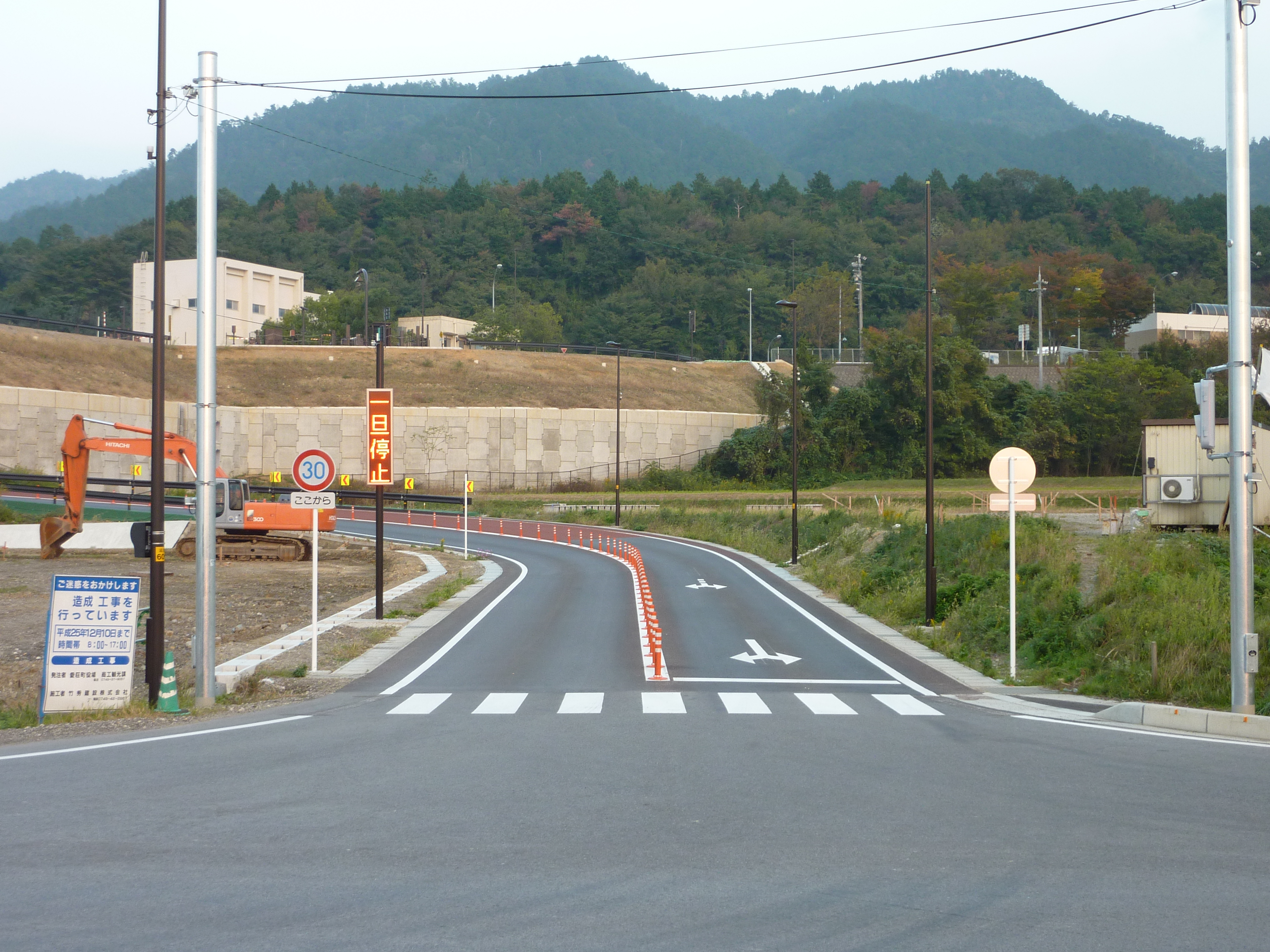
滋賀県道344号湖東三山インター線起点
国道307号交点

### 通過する自治体
- 愛知郡愛荘町

### 交差する道路
| 交差する道路                   | 交差する場所 | 交差する場所                      |
| ------------------------------ | ------------ | --------------------------------- |
| 国道307号 / 近江グリーンロード | 松尾寺       | 湖東三山スマートIC口交差点 / 起点 |
| E1 名神高速道路                | 松尾寺       | 28-2 湖東三山SIC / 終点           |

### 沿線
- 愛荘町立歴史文化博物館
- 手おりの里金剛苑
- コクヨ工業滋賀
- 金剛輪寺
- 明寿院
- 宇曽川ダム
- 愛知郡広域行政組合消防本部